# Louis XI (film, 1909)
 (juillet 2025).
Pour les articles homonymes, voir Louis XI.
Pour plus de détails, voir Fiche technique et Distribution.
Louis XI (titre original : Luigi XI, re di Francia) est un film italien réalisé par Luigi Maggi en 1909.
Ce film muet en noir et blanc s'inspire d'une tragédie de Casimir Delavigne, Louis XI (1832).

## Synopsis
Au XVe siècle dans le Royaume de France, le duc de Nemours, accusé de comploter contre le roi Louis XI, est arrêté. Condamné à mort pour crime de lèse-majesté, il est décapité, provoquant la colère de son fils qui cherchera à le venger.

## Fiche technique
- Titre original : Luigi XI, re di Francia
- Réalisation : Luca Comerio
- Scénario : Arrigo Frusta
- Photographie : Giovanni Vitrotti
- Cadreur : Angelo Scalenghe (it)
- Société de production : Ambrosio Film
- Pays d'origine :  Royaume d'Italie
- Langue : italien
- Format : Noir et blanc – 1,33:1 – 35 mm – Muet
- Genre : Film dramatique, Film historique
- Longueur de pellicule : 290 m (1 bobine)
- Durée : 10 minutes
- Année : 1909
- Dates de sortie :
  -  Royaume d'Italie : 1909
  -  États-Unis : 26 juin 1909
  -  France : juillet 1909
  -  Empire allemand : juillet 1909
- Autres titres connus :
  -  Royaume d'Italie : Luigi XI Re di Francia (Tragedia dell'anno 1483)
  -  États-Unis : Louis the XI
  -  France : Louis XI, roi de France
  -  Empire allemand : Ludwig XI.

## Distribution
- Alberto Capozzi : Louis XI
- Luigi Maggi
- Mario Voller-Buzzi (it)
- Mirra Principi
- Paolo Azzurri (it)
- Ercole Vaser (it)
- Ernesto Vaser